# Lion-en-Sullias
Lion-en-Sullias é uma comuna francesa na região administrativa do Centro, no departamento Loiret. Estende-se por uma área de 23,64 km². Em 2010 a comuna tinha 407 habitantes (densidade: 17,2 hab./km²).